# Лужков, Александр Иванович
Александр Иванович Лужков (1754—1803) — библиотекарь и заведующий мюнцкабинетом Эрмитажа, библиограф; почётный член Императорской академии наук (с 07.09.1789).

## Биография
Родился в 1754 году в дворянской семье. По традиции XVIII века, в детстве был записан вахмистром в Лейб-кирасирский полк, в котором числился 20 лет, но фактически не служил, так как в 1763 году поступил в Санкт-Петербургскую Академическую гимназию. По окончании гимназии, в 1771 году поступил на службу унтер-библиотекарем, помощником В. П. Петрова, библиотекарем личной библиотеки Екатерины II. Вскоре получил разрешение в течение года продолжить образование за границей. По возвращении, со временем получил должность библиотекаря, а затем должность хранителя антиков, камей (резных камней) и драгоценностей императорского эрмитажного собрания. Известны его переводы: «Статья о вере» Жокура (1776), «Статья о политической экономии, или государственном благоучреждении» Руссо (1777), «История о Америке» Уильяма Робертсона (1784).
Подобно Державину, Лужков отличался неподкупной честностью в денежных делах — качество, редкое в России того времени. По свидетельству поэта Сумароков, когда Екатерина II скончалась, Лужкову было поручено составить описи управляемой им коллекции, что он и сделал, причём внёс в опись «не записанного в книгах золота и серебра более нежели на 200 тысяч рублей». То, что Лужков эти 200 тысяч не украл, на многих его современников произвело огромное впечатление.
По словам А. М. Тургенева, Лужков был в «полном смысле слова строгий стоический философ, говорил безбоязненно правду, прямо без оборот, как что он по внутреннему и собственному обсуждению понимал».
Составив опись, Лужков в начале правления Павла I вышел в отставку, после чего поселился в небольшом домике на окраине Санкт-Петербурга близ Охтинского кладбища. Живя в этом домике, философски настроенный Лужков, по словам Тургенева, «что-то писал» и бесплатно копал на кладбище могилы для бедных.
Умер 9 (21) мая 1803 года в Санкт-Петербурге.

## В художественной литературе
Лужкову посвящена историческая миниатюра Валентина Пикуля "Бесплатный могильщик"